# Sofroniusz (Miclescu)
Sofroniusz, imię świeckie Sandu Miclescu (ur. 18 grudnia 1790, zm. 18 maja 1861 w monasterze Slatina) – rumuński biskup prawosławny, w latach 1851–1861 metropolita Mołdawii.

## Życiorys
Urodził się w rodzinie bojarskiej. W wieku dwudziestu ośmiu lat rozpoczął życie monastyczne, składając wieczyste śluby mnisze w monasterze Secu. Przed rokiem 1821 został przeniesiony do monasteru Neamț i tam w 1821 został wyświęcony na hierodiakona, a trzy lata później na hieromnicha. Chirotonię biskupią, po której objął zarząd eparchii Huși, przyjął 3 czerwca 1826 (28 maja 1826 otrzymał nominację).
W 1844 po raz pierwszy kandydował na metropolitę Mołdawii, jednak przegrał w głosowaniu z biskupem Romanu Melecjuszem, także dlatego, że ten zapłacił hospodarowi Michałowi Sturdzy za swój wybór. 
W 1851 objął urząd metropolity Mołdawii, który sprawował przez dziewięć lat. Wybór zawdzięczał hospodarowi Grzegorzowi Aleksandrowi Ghice, który uznał go za odpowiedniejszego kandydata, niż jego kontrkandydat biskup Romanu Beniamin. Tym razem to Sofroniusz zapłacił za objęcie urzędu metropolity. 
Początkowo Sofroniusz był przeciwnikiem zjednoczenia Mołdawii i Wołoszczyzny, jednak zmienił zdanie w tej sprawie, gdy zorientował się, jak wielkie poparcie idea ta miała wśród duchowieństwa. Od tego czasu wspierał ruch zjednoczeniowy, a między wrześniem a grudniem 1857 kierował mołdawskim dywanem ad-hoc. W październiku kierowany przez niego dywan jako pierwszy przyjął deklarację o rozpoczęciu procesu zjednoczenia z Wołoszczyzną, następnie również dywan wołoski podjął analogiczną decyzję. W styczniu 1859 był również członkiem zgromadzenia elekcyjnego, które wybrało Aleksandra Jana Cuzę na nowego księcia Mołdawii. Sofroniusz nie inicjował sam manifestacji poparcia dla zjednoczenia, ale przyzwalał duchowieństwu na ich organizowanie.
Jako biskup przetłumaczył na język rumuński (z przekładu greckiego) prace metropolity moskiewskiego Innocentego: opis kaplicy Grobu Pańskiego, akafist do świętych Piotra i Pawła, nabożeństwo ku czci Modesta Jerozolimskiego oraz Ukazanie drogi do Królestwa Niebieskiego. Będąc już metropolitą Mołdawii, zajmował się drukowaniem w monasterze Neamț ksiąg liturgicznych dwunastotomowych Żywotów Świętych przetłumaczonych przez hierodiakona Stefana z tegoż klasztoru.
Po zjednoczeniu księstw naddunajskich Sofroniusz szybko znalazł się w konflikcie z księciem Aleksandrem Janem I oraz premierem i ministrem wyznań Mihailem Kogălniceanu. Metropolita, który początkowo nie chciał wchodzić w konflikt z władzami, nie godził się na podporządkowanie struktur cerkiewnych państwu i konfiskatę majątku monasterów mołdawskich. Ostatecznie w styczniu 1861 złożył urząd. Zmarł wkrótce potem w monasterze Slatina; został pochowany w monasterze Neamț.
Jego bratanek Constantin Miclescu, po wstąpieniu do monasteru – Kalinik, był w latach 1875–1886 metropolitą-zwierzchnikiem Rumuńskiego Kościoła Prawosławnego.